# Terminal (macOS)
Terminal — эмулятор терминала для macOS, разработан компанией Apple и входит в список базовых системных утилит. Впервые он появился в операционных системах NeXTSTEP и OPENSTEP. По умолчанию используется оболочка zsh, но есть возможность выбора других оболочек, таких как Korn, tcsh и bash. Существуют альтернативы с расширенными возможностями, например - ITerm2.
В версиях OS X 10.8 (Mountain Lion) и более поздних присутствует возможность выбора эмуляции терминала с помощью переменной среды TERM. Доступны следующие варианты: ansi, dtterm, nsterm, rxvt, vt52, vt100, vt102, xterm, xterm-16color и xterm-256color. Выбор значения переменной TERM не изменяет функциональность терминала, а влияет только на отображение.
Помимо стандартных возможностей управления системой через командный интерфейс, Terminal также включает в себя интеграцию с Spotlight и стандартной функцией справки. Terminal поддерживает персонализацию, включая выбор шрифтов, цветовых схем и фонов в настройках программы.